# Ennemis rapprochés
Pour plus de détails, voir Fiche technique et Distribution.
Ennemis rapprochés ou La Rage au cœur au Québec (The Devil's Own) est un film américain réalisé par Alan J. Pakula et sorti en 1997.
Il s'agit du dernier film du réalisateur, mort lors d'un accident de la route le 19 novembre 1998.

## Synopsis
Rory Devaney, membre actif de l'IRA provisoire, se voit confier la mission d'acheter des armes aux États-Unis, pour que l'IRA continue sa lutte. Il est hébergé chez Tom O'Meara, un policier new-yorkais d'origine irlandaise, qui ignore tout des agissements de son invité. Rapidement, une franche amitié va naître entre les deux hommes. Mais les agissements de Rory et le métier de Tom les amèneront immanquablement à s'affronter.

## Fiche technique
Sauf indication contraire, les informations mentionnées dans cette section peuvent être confirmées par la base de données cinématographiques IMDb,  présente dans la section « Liens externes ».
- Titre français : Ennemis rapprochés
- Titre original : The Devil's Own
- Titre québécois : La Rage au cœur
- Réalisation : Alan J. Pakula
- Scénario : David Aaron Cohen, Vincent Patrick et Kevin Jarre, avec la participation non créditée de Robert Mark Kamen, d'après une histoire de Kevin Jarre
- Musique : James Horner
- Photographie : Gordon Willis
- Montage : Tom Rolf et Dennis Virkler
- Décors : Jane Musky
- Costumes : Joan Bergin et Bernie Pollack
- Production : Robert F. Colesberry, Lawrence Gordon, Shari Hamrick, Karen L. Thorson, Donald Laventhall et Lloyd Levin
- Société de production : Columbia Pictures
- Distribution : Columbia TriStar Films (France), Columbia Pictures (États-Unis)
- Budget : 90 millions de dollars[1]
- Pays de production :  États-Unis
- Format : Couleurs - 2,35:1 - SDDS - 35 mm
- Genre : thriller, action, policier
- Durée : 111 minutes
- Dates de sortie[2] : 
  - États-Unis, Canada, France : 26 mars 1997

## Distribution
- Harrison Ford (VF : Richard Darbois ; VQ : Ronald France) : Tom O'Meara
- Brad Pitt (VF : Jean-Pierre Michaël ; VQ : Alain Zouvi) : Rory Devaney / Francis « Frankie » McGuire
- Margaret Colin (VF : Danièle Hazan) : Sheila O'Meara
- Rubén Blades (VF : Marc Alfos) : Edwin Diaz
- Treat Williams (VF : Jean-Luc Kayser) : Billy Burke
- George Hearn (VF : Michel Paulin) : Peter Fitzsimmons
- Mitch Ryan : le chef Jim Kelly
- Natascha McElhone : Megan Doherty
- Paul Ronan (VF : Jérôme Rebbot) : Sean Phelan
- Simon Jones : Harry Sloan
- Julia Stiles (VF : Sylvie Jacob) : Bridget O'Meara
- Ashley Carin (VF : Noémie Orphelin) : Morgan O'Meara
- Kelly Singer (VF : Kelly Marot) : Annie O'Meara
- David O'Hara (VF : Guillaume Orsat) : Martin MacDuf
- David Wilmot : Dessie
- Brendan Kelly (VF : Marc François) : Teddy
- Gregory Salata (VF : Philippe Vincent) : Tony
- Malachy McCourt (VF : Claude d'Yd) : Bishop
- Victor Slezak (VF : Patrick Floersheim) : Evan Stanley, agent du FBI
- Scott Nicholson (VF : Philippe Valmont) : le flic débutant
- William Atherton (coupé au montage)

 Source et légende : version française (VF) sur RS Doublage et Doublagissimo ; version québécoise (VQ) sur Doublage.qc.ca

## Production
En 1990, Lawrence Gordon acquiert les droits du script. En 1991, il le présente à Brad Pitt, alors encore peu connu. Le projet traine jusqu'en 1995 quand l'acteur suggère Harrison Ford pour le rôle de Tom O'Meara. Ce dernier donne son accord. Le script est alors retravaillé pour étoffer le personnage d'Harrison Ford et pour développer la relation entre les personnages des deux acteurs. C'est ensuite Harrison Ford qui suggère Alan J. Pakula pour le poste de réalisateur, ce qui convient à Brad Pitt. Milcho Manchevski avait un temps été évoqué.
Le tournage débute en février 1996, alors même que le scénario est régulièrement retravaillé. The New York Times évoque un tournage marqué par les brouilles entre les deux acteurs principaux et les importants dépassements de budget. Les scénaristes Terry George et Robert Mark Kamen sont engagés pour retravailler le script durant le tournage,,. Brad Pitt menace plusieurs fois de quitter le projet, arguant que le script est devenu incomplet et incohérent, après avoir subi de nombreuses réécritures. Un producteur lui aurait alors dit « Tu veux partir ? Pas de problème : tu commences par nous payer 63 millions $ de pénalités ! » Il dira plus tard « C'est un désastre. C'est l'un des tournages les plus irresponsables - si même on peut appeler ça un tournage - auquel j'ai assisté. Je n'arrivais pas à y croire ! »,
Le tournage s'est déroulé du 5 février jusqu'au mois d'août 1996. Il a notamment lieu dans le New Jersey (Montclair, Newark), à New York (Long Island, Manhattan, Bronx, Brooklyn, Queens, Boken Studio, Kaufman Astoria Studios) ainsi qu'à Irvington et en Irlande (Clogherhead et Dublin).
Des reshoots ont lieu en février 1997 dans un studio en Californie, un mois seulement avant la sortie en mars 1997,.

## Bande originale
- Gonna Fly Now, composé par Bill Conti, Ayn Robbins et Carol Connors
- God Be With You, interprété par Dolores O'Riordan
- Elvis Waits, interprété par Nan Vernon
- Hay Que Poner El Alma, interprété par Victor Manuelle
- All 4 Love, interprété par Color Me Badd
- Rock The Boat, interprété par The Hues Corporation
- Voices of Spring, Op. 410, interprété par l'Orchestre philharmonique de New York
- Veni Creator Spiritus, interprété par Richard Proulx
- (Somebody) Loan Me A Dime, interprété par Boz Scaggs
- Unchained Melody, interprété par les Righteous Brothers
- Trouble Brother, interprété par Robert Bradley's Blackwater Surprise
- There Will Never Be Another You, composé par Harry Warren et Mack Gordon
- The War Is Over, interprété par Melissa Etheridge

## Accueil

### Critique
Le film reçoit des critiques plutôt négatives. Sur l'agrégateur américain Rotten Tomatoes, il récolte 34% d'opinions favorables pour 38 critiques. Sur Metacritic, il obtient une note moyenne de 53⁄100 pour 26 critiques.

### Box-office
En France, il rencontre un assez bon succès et se classe 31e du box-office annuel français. Dans le monde, le film réalise plus de 140 millions de dollars de recettes, pour un budget de 90 millions de dollars.
| Pays ou région    | Box-office        | Date d'arrêt du box-office | Nombre de semaines |
| ----------------- | ----------------- | -------------------------- | ------------------ |
| États-Unis Canada | 42 868 348 $      |                            |                    |
| France            | 1 288 360 entrées |                            |                    |
| Total mondial     | 140 807 547 $     | -                          | -                  |